# Psammium
Psammium is een geslacht van wantsen uit de familie van de Piesmatidae (Amarantwantsen). Het geslacht werd voor het eerst wetenschappelijk beschreven door in .

## Soorten
Het genus bevat de volgende soort:

- Psammium mica Breddin, 1913